# Mikaila
Mikaila Dominique Enriquez (Edmond, 15 dicembre 1986) è una cantante e attrice statunitense.

## Biografia
Nata nell'Oklahoma da genitori con origini francesi, spagnole e native americane, Mikaila è cresciuta a Dallas in Texas. Ha debuttato nel mondo dello spettacolo nel 1997 ricoprendo il ruolo di Melina Finch nella serie televisiva Wishbone, il cane dei sogni e, l'anno successivo, nel film TV Wishbone's Dog Days of the West.
Nel 2000 si è trasferita a New York con il talent scout Marty Rendleman alla ricerca di un'etichetta discografica che la mettesse sotto contratto. Dopo essere stata presa dalla Island Records ha lavorato con il duo di produttori norvegese Stargate sul suo singolo di debutto, So in Love with Two, uscito alla fine dello stesso anno. Il brano ha raggiunto la 25ª posizione nella classifica statunitense ed è stato seguito da un secondo singolo, It's All Up to You, che ha avuto meno fortuna. I due brani sono inclusi nell'album di debutto della cantante, intitolato Mikaila, uscito il 6 marzo 2001.

## Discografia

### Album
- 2001 - Mikaila

### Singoli
- 2000 - So in Love with Two
- 2001 - It's All Up to You

## Filmografia

### Televisione
- Wishbone, il cane dei sogni (Wishbone) - serie TV, 10 episodi (1997-1998)
- Wishbone's Dog Days of the West, regia di Rick Duffield e Caris Palm Turpen - film TV (1998)